# ナンタケット
ナンタケット (Nantucket) は、米国のマサチューセッツ州ケープ・コッドの南48キロメートルに位置する島である。タッカーナックとマスケゲットという小さな島々と共に、ナンタケット（マサチューセッツ州）の町を構成し、ナンタケット郡 (Nantucket County) となっている。ナンタケットの海側の地域はマサチューセッツ州の中で最南端の入植地である。
ナンタケットは観光地であり、有名なリゾート地である。島の人口は、観光客と別荘を持つ人のため、夏の間は約5万人に増える。マサチューセッツ州で地価が最も高い地域がある。
米国国立公園局は、ナンタケットとシアスコンセットの入植地に特別な配慮を示し、島全体を国立歴史地区 (National Historic District) に指定している。米国において南北戦争前の構造物が最も集中している地域の一つであるという特色を有する。

## 名称
名前はワンパノアグ語又はナラガンセット語で、nai-anは「鋭い」又は「過剰な」という言葉と「角」の組み合わせ、tuckは「潮の流れ」、-etは地理的な終わりを表し、nai-an-tuck-etは、「鋭い角の周りの潮の流れ」である。ナンタケット海峡 (Nantucket Sound) によって隔てられたナンタケット港に関してボンドは、「南のニューイングランド」という方言だとした。ロジャー・ウィリアムズは、1636年、Nianticutと綴った。
「遠い島」又は「遠く離れた海上の地」という意味のインディアンの言葉にも由来する。ナンタケットは、また「灰色のレディー」("The Grey Lady") というニックネームを持っている。

## 歴史
ナンタケットは、1691年まではニューヨーク州デュークス郡 (Dukes County, New York) の一部であったが、同年新たに作られたマサチューセッツ湾植民地に譲渡され、ナンタケット郡を設けるために分離された。ニューヨーク郡の全地域は、マサチューセッツ州ウォータータウンのトーマス・メーヒュー・シニア (Thomas Mayhew Sr) が、土地に係る競合する申し立てを買い取って、1641年購入した。最も早い英国の入植は、マーサズ・ヴィニヤードで始まった。
ナンタケットは、かつては世界有数の捕鯨港だった（そして今なお小さな漁業の母港である）。ハーマン・メルヴィルはナンタケットの捕鯨における圧倒的優位性について『白鯨』14章の中で次のように記している。「この水陸から成る地球の3分の2はナンタケットのものである。海はナンタケットのものである。皇帝が帝国を所有するように、ナンタケットは海を所有する。」("Two thirds of this terraqueous globe are the Nantucketer's. For the sea is his; he owns it, as Emperors own empires.")
南北戦争までに、捕鯨は衰え、島は大不況に苦しんだ。事態は1846年の「大火」("Great Fire") により悪化した。大火は鯨油と木材により勢いを得て、町の中心部を壊滅させ、約36エーカーを焼いた。無数のホームレスと極貧者を生み、多くの人々が島を離れた。

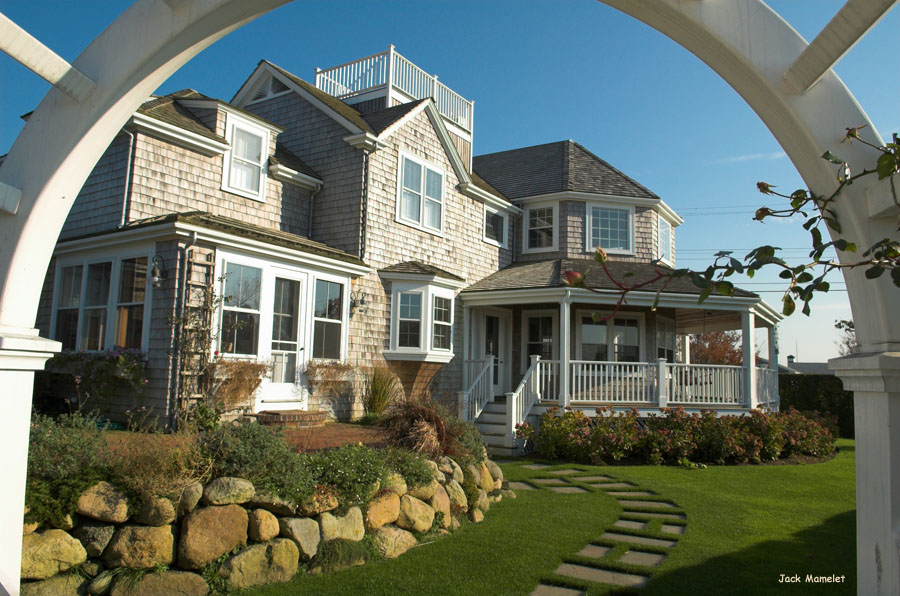
ナンタケットガーデン（2006年）

結果として、島の人口は減り、20世紀半ばまで開発されず孤立したままであった。孤立の結果、南北戦争前の建物の多くが手をつけられないままとなり、1950年代までに、積極的な不動産業者が島の多くの地区を買い占め、米国北西部の裕福な人々のための高所得者向けの旅行先を創るために修復を始めた。この高度に秩序だった開発は、近隣のマーサズ・ヴィニヤードに比べることができる。マーサズ・ヴィニヤードの開発は、ナンタケットの開発業者が避けようとするモデルとなった。
1956年7月25日、ナンタケットの南45マイルの濃霧の中でイタリアの遠洋定期船アンドレア・ドリア号とストックホルム号が衝突し、51人の人が亡くなった。
1977年、ナンタケットとマーサズ・ヴィニヤードは、マサチューセッツ州（Commonwealth of Massachusettsが正式名称）から脱退しようと試みたが、不首尾に終わった。脱退の投票は、マサチューセッツ州憲法 (Massachusetts Constitution) を変更して州議会における島の代表の数を減らすという提案が引き起こしたものだった。
1999年10月31日、エジプト航空990便は、ニューヨークからカイロへの途中、ナンタケット沖で墜落し、搭乗していた217人が亡くなった。

## 地理

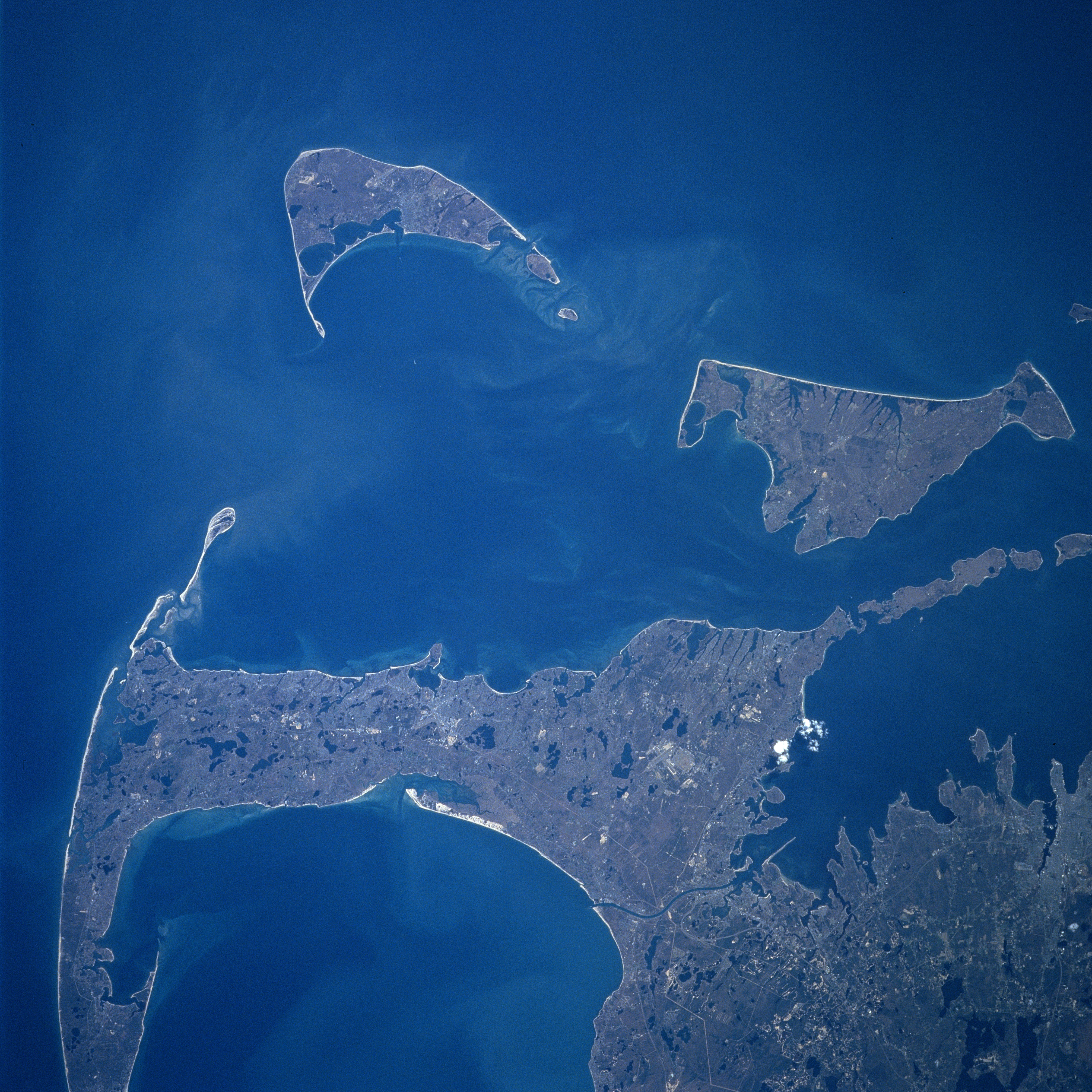
ケープ・コッド、ナンタケット、マーサズ・ビンヤード、（1997年）

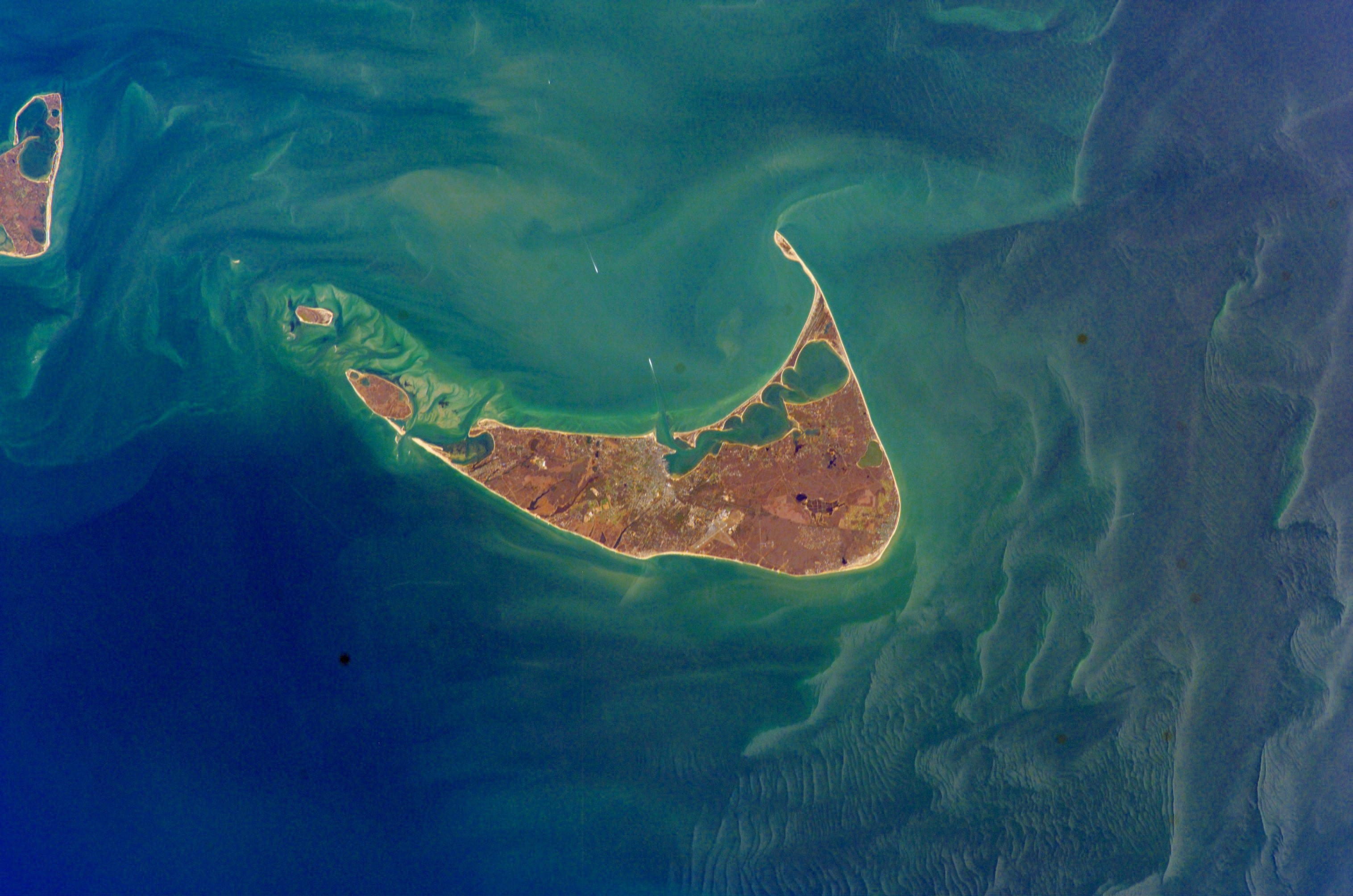
ナンタケット島

アメリカ合衆国国勢調査局によると、ナンタケット郡は、786 km² (303.5 mi²) の面積を持ち、そのうち84.25%は水である。ナンタケット島固有の面積は123.8 km² (47.8 mi²) である。ナンタケット、マーサズ・ヴィニヤード、ケープ・コッドの間の海の三角地帯は、ナンタケット海峡 (Nantucket Sound) である。島の中で最も高い地点は、海抜109フィートのフォルジャー・ヒル (Folger Hill) である。オルター・ロック (Altar Rock) は、惜しくも2番目で、海抜108フィートである。
島全体と隣接するタッカーナックとマスケゲットの島々で、ナンタケットの町及びナンタケット郡を構成する。中心部もナンタケットと呼ばれ、ナンタケット港の西端に位置する。この港はナンタケット海峡に面している。島の主要な場所には、マダケット (Madaket)、サーフサイド (Surfside)、ポルピス (Polpis)、ウォーウィネット (Wauwinet)、ミアコメット (Miacomet)、シアスコンセット (Siasconset)（しばしば'Sconsetと短縮される）がある。

## 人口統計
2000年国勢調査によると、ナンタケットには9,520人、3,699世帯、2,104家族が住んでいる。人口密度は76.9人/km² (199.1人/mi²)。1km²当たり平均74.4戸（1mi²当たり192.6戸）で、全9,210戸の住宅がある。町の人種構成は、87.85%が白人系、8.29%が黒人系、0.64%がアジア系、0.04%が太平洋諸島系、0.01%がアメリカ原住民、1.60%がその他の人種、1.58%が混血である。ヒスパニック系又はラテン系の人種は全体の2.23%である。
世帯数は3,699世帯で、そのうち26.9%は同居している18歳未満の子供がおり、45.7%は同居している夫婦であり、8.0%は夫のいない女性が世帯主で、43.1%は家族ではない。全世帯の29.8%は個人で、8.0%は65歳以上の独居者である。1世帯あたりの平均人数は2.37人、1家族あたりの平均人数は2.90人である。
町の人口は、18歳未満が19.2%、18歳から24歳までが7.4%、25歳から44歳までが40.4%、45歳から64歳までが22.5%、65歳以上が10.5%と広がっている。年齢の中央値は37歳である。100人の女性あたり105.3人の男性がいる。18歳以上の女性100人あたり105.0人の男性がいる。
町に1年中住んでいる一世帯あたりの収入の中間値は55,522ドルで、一家族あたりの収入の中間値は66,786ドルである。男性の収入の中間値は41,116ドルであるのに対し、女性のそれは31,608ドルである。町の一人当たりの収入が31,314ドルである。約3.0%の家庭、人口の7.5%の収入が貧困線未満にあり、そのうち2.3%が18歳未満、7.1%が65歳以上である。

## 交通

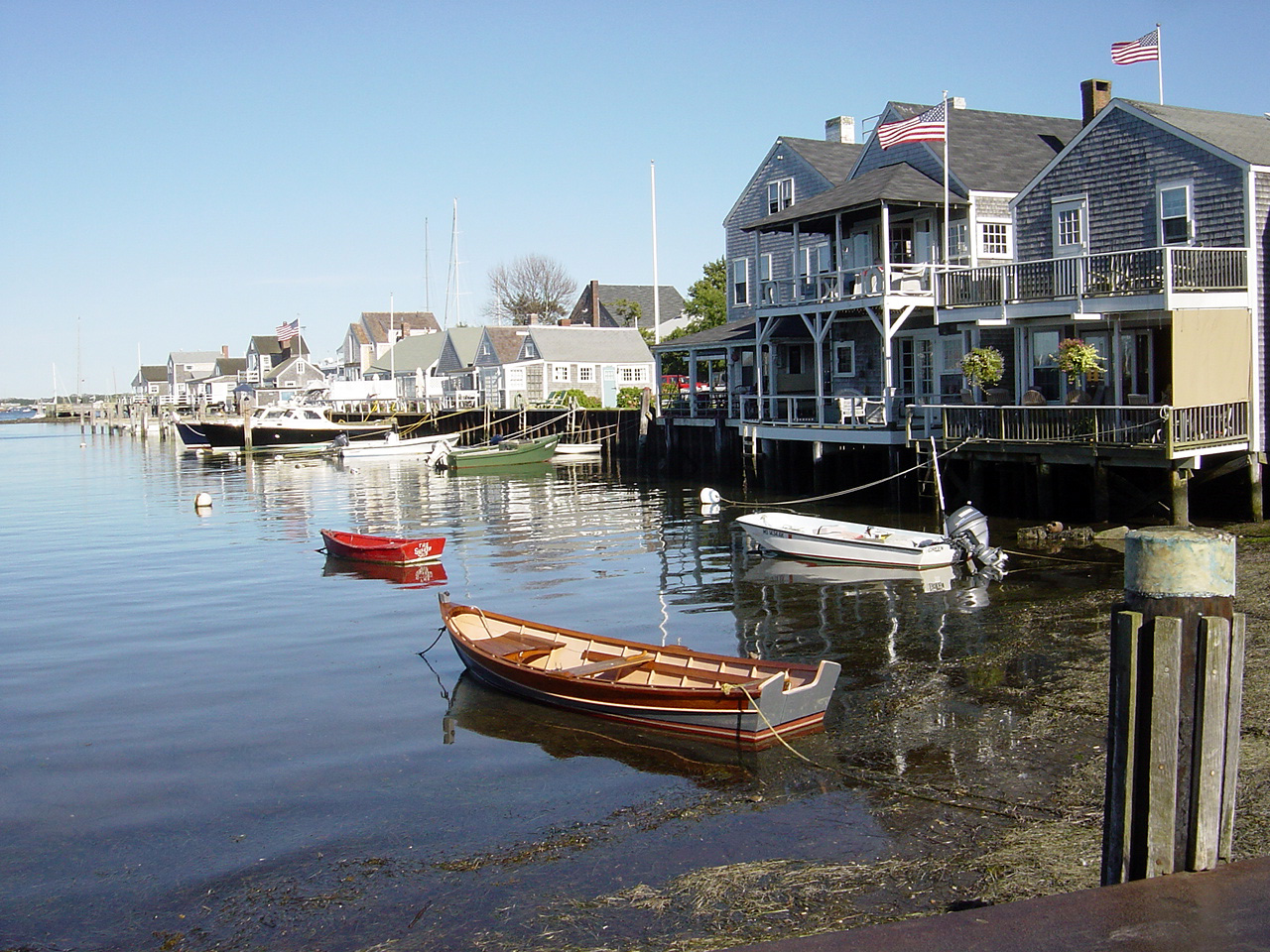
ナンタケット港

ナンタケットにはナンタケット記念空港がある。島の南側に位置する3つの滑走路を持つ空港である。この空港はケンタッキー州、マサチューセッツ州、ペンシルベニア州、バージニア州の4州の中で最も混雑する空港の一つである。快適な夏の日には、ボストンのローガン空港より離陸と着陸の回数が多いこともしばしばである。一部は、裕福な夏の住人が使用する多くの自家用機、社有機であり、一部は島の地域社会のための商業航空会社が使用する10人乗りのセスナ402である。

## 教育
ナンタケットの学校にはおよそ1,200人の生徒がおり、そのうち約400人がナンタケット高校に在籍する。
学校には次のものがある。
- ナンタケット小学校 (Nantucket Elementary School)
- サイラス・パース中学校 (Cyrus Peirce Middle School)
- ナンタケット高校 (Nantucket High School)
- ナンタケット・コミュニティ・スクール (Nantucket Community School)

## 豆知識

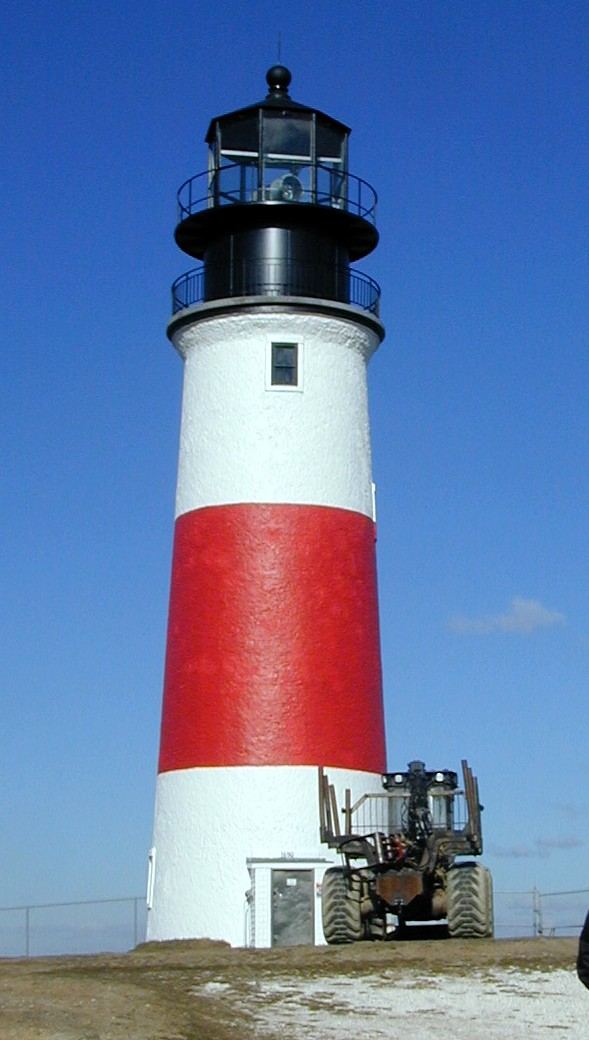
マサチューセッツ州ナンタケット島の西端にあるサンカティ・ヘッド灯台（2000年）

- ナンタケットはファンタジーの故郷である。「かつてナンタケットからきた一人の男がいた」("There once was a man from Nantucket") というフレーズは、あらゆる詩の中で最もなじみのあるものの一つであるリマリック（リマリックには下品なものもある）の冒頭行に数多く用いられ、有名となった。
- ナンタケット島には、米国の数少ない湿原（ヒースの生えた原野）の例の1つがある。
- 1961年にジョン・F・ケネディ大統領のために建設された島の防空壕は、アメリカ海軍によって「離陸補助のためのジェットエンジンの燃料貯蔵地域」("jet assist takeoff (JATO) fuel bottle storage area") と装われたが、使われることはなかった。
- S・M・スターリングのナンタケットシリーズ三部作で、ナンタケットは3,000年の時を遡り、世界的規模で広がる「ナンタケット共和国」の首都となる。
- 1971年のワーナー・ブラザースの映画おもいでの夏は、この島へ疎開した少年と現地に住む美しい人妻との物語である。
- 1986年のワーナー・ブラザースの映画でジョン・キューザックとデミ・ムーア主演の『ワン・クレイジー・サマー』(One Crazy Summer) は、この島が舞台となり、この島で撮影された。
- 1996年のコロンビア・ピクチャーズの映画『逢いたくて』(To Gillian on Her 37th Birthday) は、この島が舞台となり、この島で撮影された。ミシェル・ファイファー、ピーター・ギャラガー、クレア・デーンズ、ウェンディ・クルーソンが出演し、マイケル・プレスマンが監督した。
- 2000年～2009年連載のかわぐちかいじの漫画のジパングの舞台の1つ。第二次世界大戦後、主役のデニー・マツオカ(角松洋介)は、この島の豪邸で暮らしながらアメリカ政府に影響を与え続けた。
- テレビの連続ドラマ『ウイングス』は、ナンタケットを舞台とした。
- 自然の侵食作用により、ナンタケットのサンカティ灯台 (Sankaty Lighthouse) は、海に倒れそうになっている。
- 土産物屋では、"I am the man from Nantucket..."と書いたＴシャツを売っている。
- エドガー・アラン・ポーの『ナンタケット島出身のアーサー・ゴードン・ピムの物語』で、主人公はナンタケット出身である。
- ロバート・ローウェル (Robert Lowell) のもっとも有名な初期の詩の一つで、捕鯨と海での死について多々触れられている『ナンタケットのクエーカー墓地』(The Quaker Graveyard in Nantucket) はここで創られた。
- 東京ディズニーシーのケープコッドというエリアは、ナンタケットの街並みをモデルとして作られている。
- 三井アウトレットパーク 横浜ベイサイドには、「ナンタケット島の捕鯨船が助けた赤ちゃん鯨に導かれて横浜に漂着。故郷ニューイングランドの港町に似せた家が立ち並ぶ町を造った」というコンセプトストーリーがある。
- 日丸屋秀和の漫画『ちびさんデイト』は1960年代のナンタケット島が舞台になっている。
- ナンタケットの島のひとつであるタッカーナック島（ナンタケット島の西隣）に別荘を所有していたビゲローは、島内を女人禁制とし、夕食時の正装を除き、客たちにパジャマか全裸で過ごさせた[2]。

## 参照
- Bond, C. Lawrence, Native Names of New England Towns and Villages, privately published by C. Lawrence Bond, Topsfield, Massachusetts, 1991.
- Fabrikant, Geraldine, "Old Nantucket Warily Meets the New", New York Times, June 5, 2005,